# Radňoves
Radňoves (německy Radnowes) je obec v okrese Žďár nad Sázavou v Kraji Vysočina. Žije zde 101 obyvatel.

## Název
Základem jména vesnice bylo osobní jméno Rada. Místní jméno zprvu znělo Radina ves ("Radova" - ke jménům zakončeným na -a se připojovala přivlastňovací přípona -in bez ohledu na rod), přičemž obě části se skloňovaly (Radinu ves, Radině vsi atd.). Podle složených místních jmen typu Kněževes se vytvořil jednoslovný tvar Radněves dále upravený podle koncového o v první části některých složených jmen (jako Litomyšl) na Radňoves.

## Historie
První písemná zmínka o obci pochází z roku 1364 (Radynawes).

## Obyvatelstvo
| Rok            | 1869 | 1880 | 1890 | 1900 | 1910 | 1921 | 1930 | 1950 | 1961 | 1970 | 1980 | 1991 | 2001 | 2011 | 2021 |
| -------------- | ---- | ---- | ---- | ---- | ---- | ---- | ---- | ---- | ---- | ---- | ---- | ---- | ---- | ---- | ---- |
| Počet obyvatel | 231  | 217  | 216  | 196  | 187  | 167  | 149  | 130  | 124  | 125  | 122  | 113  | 108  | 107  | 95   |
| Počet domů     | 26   | 28   | 28   | 28   | 34   | 34   | 30   | 38   | 32   | 31   | 29   | 39   | 43   | 43   | 41   |

## Obecní správa

### Obecní symboly
Znak a vlajka byly obci uděleny rozhodnutím předsedy Poslanecké sněmovny Parlamentu České republiky dne 22. října 2008.

## Pamětihodnosti
- Kaplička na návsi